# パテ (料理)

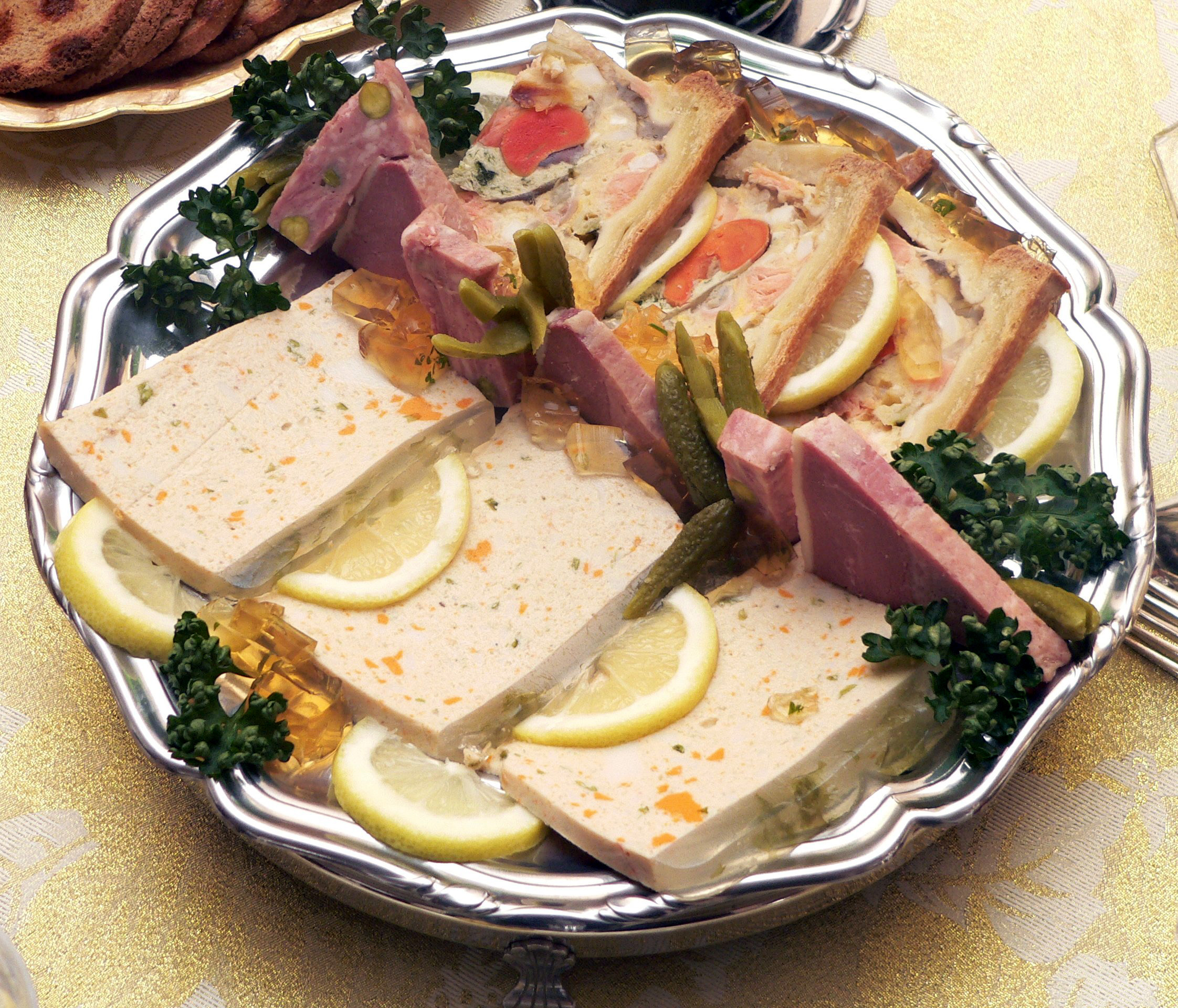
パテ・テリーヌ

パテ（フランス語：pâté）は肉や魚などの具材を細かく刻み、ペースト状あるいはムース状に練り上げたフランス料理。テリーヌを使用して焼かれたパテは単にテリーヌと呼ばれることもある。あるいは、それに由来する英語圏の料理。パティ（patty）。

## フランス料理のパテ
パテの語源はパイ生地（pâte パート。イタリア語の pasta パスタと同語源）で、本来具材を小麦粉を使用した生地で包んだ料理の名称であったが、これが転じて生地の中に入れる具材を指すようになった。やがて、「練り物」一般をパテと呼称するようになり、現在では従来通りの生地で包んで食す他、スプレッドとしてパンやクラッカーなどに塗布して食したり、挽肉などを練り上げ、焼き上げてハンバーグのようにして食すなど、広く用いられる。
豚肉を用いたものはパテ・ド・カンパーニュ（田舎風パテ）と呼ばれる。
原議ともなるパイ生地で包んだ料理は、今日ではパテ・アンクルートと呼ばれる。また、パイ生地の中身（本項で言うところのパテ）をテリーヌ型に入れて固め、型ごと提供する料理をテリーヌと呼ぶ。

## 英語圏のパティ

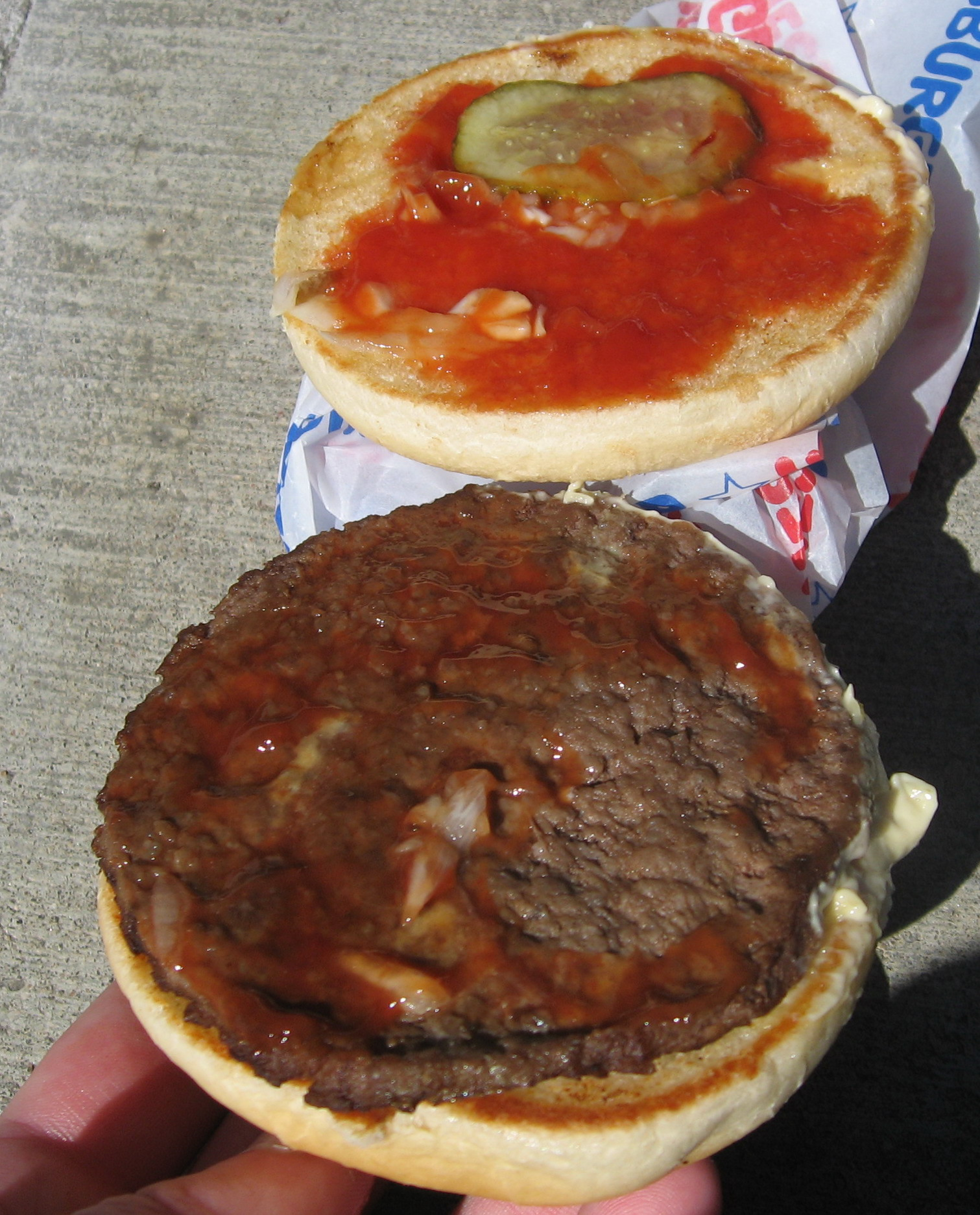
ハンバーガーのパティ

英語圏のパティ（patty）は中央アジアに暮らしていたタタール人の料理がルーツと考えられている。
現在主に作られるパティは、ハンバーグに似た肉料理で、ひき肉を平らに伸ばして焼いたものである。ハンバーグと違い卵、パン粉などのつなぎを使わず、調味料などを除けば、材料は全て肉である。主にパン（バンズ）ではさんでハンバーガーにする。ハンバーガー用のパティをハンバーガーパティ、あるいはバーガーパティとも呼ぶ。